# 虎姑婆

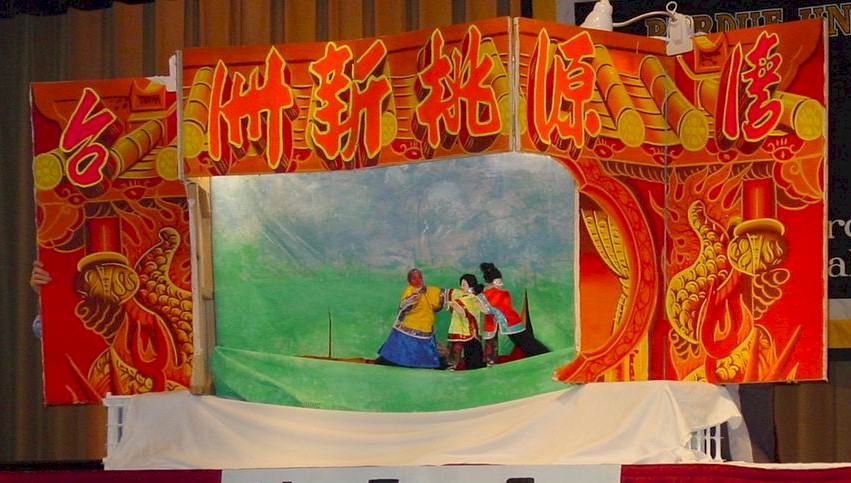
以布袋戲表演的虎姑婆

《虎姑婆》(白話字：Hó͘-ko͘-pô)，是早期流傳在臺灣等地的民間故事，在臺灣和白賊七、李田螺、賣香屁、好鼻師及水鬼城隍等一樣，家喻戶曉。故事敘述山上的老虎精化身為老太婆，在夜裡拐騙小孩並吞食裹腹，常被用來哄騙小孩趕快入睡。
目前所知最早有紀錄的同類故事，是清代黃之雋所著〈虎媼傳〉 ，講述安徽一帶老母虎扮成外婆害人的故事。這類故事傳至台灣後，版本曾多達百餘種，但內容大同小異，最為人知悉的版本是由臺灣作家王詩琅所編撰，故事背景為臺灣客家聚落。

## 故事大綱
虎姑婆最常聽到的故事版本：
老虎精在修行，必須吃幾個小孩才能完全變成人，所以下山找小孩吃。下山後，牠躲在一戶人家門外偷聽，知道媽媽要外出，屋子裡只有一對姐弟，於是就變成姑婆的模樣騙小孩開門進到屋子裡去。睡到半夜，虎姑婆吃了弟弟，發出咀嚼的聲音，姐姐聽到後問虎姑婆在吃什麼，虎姑婆說在吃麻花捲，接著丟一塊弟弟的手指頭給姐姐，姐姐鎮定的假裝要上廁所，然後躲到門外的樹上，等到虎姑婆發現要吃她時，她機智的要求虎姑婆燒一鍋熱水（另一說是熱油）給她，並要求虎姑婆將熱水吊到樹上給她，她要自己跳到鍋裡，當虎姑婆把熱水用繩子吊到樹上時，姐姐叫虎姑婆閉上眼睛，張開嘴巴，然後把熱水淋在虎姑婆喉嚨裡，虎姑婆便因此喪命了。
但隨著地區不同各地也有不同版本的故事，故事也因此有不同的開頭與結局。諸如某些版本中屋裡的小孩是一對姊妹而非姐弟，而收服虎精的過程則是神仙化身為老鼠指點兩姊妹如何逃出虎口，最後用符收服老虎精。另外也有版本為熱油燙傷老虎精後，姊妹再用棍棒打死老虎。

## 評論
類似的故事情節從虎外婆變異為狼外婆的型式流傳於中國各地，早期的學者將它稱為「老虎外婆型」，如前述〈虎媼傳〉 。韓國、日本、越南等地也有類似情節的故事流傳，與歐洲小紅帽的故事相似。是屬於狼與七隻小羊和小紅帽的複合型。此外，類似這樣的以兩個孩子與意圖謀害他們的成人的情節演繹的故事，同樣地在《格林童話》尚有〈韓賽爾與格麗特〉(Hänsel und Gretel；即糖果屋)，在韓國則有〈薔花紅蓮傳〉的民間故事，這類故事的目的可能旨在警示孩子，不要隨便相信說是孩子的親人或藉機想進家門的陌生人，甚至開門讓他進到家裡來。

## 不同版本
- 由《虎媼傳》可知，中國安徽流傳的虎外婆故事，孩子是被挑擔人從樹上救走，而老母虎是被老虎同伴殺死的。
- 中國西南地區流傳的則是以黑熊爲主角的“熊家婆”（家婆即外婆）故事，情節大體相同。

## 現代通俗文化中的虎姑婆
在過去的幾十年中，虎姑婆的故事一直在臺灣的表演藝術中不斷出現，較知名的包括有：丘丘合唱團的歌曲、臺灣公共電視臺所製播的黏土動畫，以及以驚悚手法所拍攝的電影。

### 歌曲
虎姑婆的同名歌曲「虎姑婆」，收錄在1983年丘丘合唱團的「丘丘合唱團 II-陌生的人」專輯中。

### 黏土動畫
臺灣公共電視臺和英國威爾斯電視臺曾合作製作虎姑婆的黏土動畫，並在2000年10月22日獲得第17屆芝加哥國際兒童影展（the 17th Chicago International Children's Film Festival）的電視類最佳動畫片獎。

### 電影
在2005年時，臺灣導演王毓雅曾以驚悚方式重新編劇拍攝虎姑婆（Aunt Tigress）的電影。

### 童書
虎姑婆的童書在臺灣以不同型式廣泛流傳。在2007年時，臺灣插畫家王家珠（Eva Wang）所繪製的虎姑婆繪本入選義大利波隆那世界兒童插畫展，並賣出美國、印尼、俄羅斯……多國版權。

### 动漫
《學校怪談》第6集。
冥战录
《引路人》第141-149集。